# Болотная жабья черепаха
Болотная жабья черепаха, или ложная емидура (лат. Pseudemydura umbrina) — вид короткошеих пресноводных черепах. Единственный представитель рода Pseudemydura.

## Описание
Самцы не вырастают более 155 мм в длину и 550 г по весу. Самки меньше. Длина их карапакса не превышает 135 мм, а вес — 410 г. У детенышей длина панциря составляет 24—29 мм, их вес находится в диапазоне от 3,2 до 6,6 г.
Окраска болотных жабьих черепах зависит от их возраста и среды обитания. У детёнышей обычно серый верх и светло-кремовый с чёрным низ. Цвет взрослых особей изменяется в зависимости от условий местообитания: от желто-коричневого в болотах с избытком глины до почти черного с бордовым оттенком в воде цвета черного кофе болот с избытком песка. Цвет пластрона различается от жёлтого до коричневого, а иногда, чёрного; часто встречаются чёрные пятна на жёлтом фоне с чёрными краями пластинок панциря. Лапы короткие, покрыты чешуевидными пластинками и имеют хорошо развитые когти. Короткая шея покрыта ороговевшими бугорками, а на верху головы находится большая, отдельно расположенная пластинка. Ложная емидура — наименьший представитель змеиношеих черепах, найденных в Австралии.
Первая особь болотной жабьей черепахи была поймана Людвигом Прайсом в 1839 году и отправлена в венский музей естествознания. Там она была названа New Holland. Это название указывало, что черепаха была поймана на западе Австралии. И только много позже, в 1901 году, вид был переименован Зибенроком в Pseudemydura umbrina. Под этим названием он известен по наше время. До 1953 года не было зафиксировано ни одной новой особи, а в вышеупомянутом году было обнаружено сразу две. Первоначально в 1954 они были описаны Людвигом Глауэртом как представители нового вида Emydura inspectata, но, как оказалось позже, они были представителями вида ложная емидура. Это доказал Эрнест Вильямс в 1958 году.

## Распространение
Болотные жабьи черепахи обитают на северо-западе Австралии.